# モハンマド・ハーミド・アンサーリー
モハンマド・ハーミド・アンサーリーは（Mohammad Hamid Ansari、1937年4月1日 - ）はインドの政治家であり第12代インド副大統領を務めた。

## 出生
アンサリは1937年4月1日に西ベンガル州で生まれた。

## 副大統領
モハンマド・ハーミド・アンサーリーは2007年8月11日から2017年8月11日までの10年間、第12代インド副大統領を務めた。